# Claus Rücker
Claus Rücker (* 10. Oktober 1883 in Hamburg; † 13. Januar 1974) war ein deutscher Marineoffizier und mit einer der erfolgreichsten U-Boot-Kommandanten im Ersten Weltkrieg.

## Leben

### Werdegang
Claus Rücker trat im April 1901 in die Kaiserliche Marine ein. Als am 13. August 1911 U 12 in Dienst gestellt wurde, übernahm er das Boot. Am 8. Februar 1913 wurde er zum Kapitänleutnant befördert. Später war er bis Oktober 1914 als Flaggleutnant bei der II. U-Boots-Flottille. Es folgte bis Dezember 1916 sein Einsatz als Kommandant von der neu in Dienst gestellten U 34, zu Kriegsende mit über 260.000 BRT; über die Hälfte unter Rückers Kommando; eines der erfolgreichsten U-Boote der Kaiserlichen Marine. 1916 wurde er mit dem Ritterkreuz des Hohenzollernschen Hausordens mit Schwertern ausgezeichnet.
Ab Dezember 1916 war er einziger Kommandant von U 103. In der Nacht auf den 12. Mai 1918 wurde U 103 im Kanal von dem britischen Passagierschiff Olympic gesichtet, das US-amerikanische Truppen nach England brachte. In der Dunkelheit bemerkte die Besatzung von U 103 das große Schiff zu spät, um sich in eine günstige Schussposition zu bringen. Die Olympic steuerte die aufgetaucht fahrende U 103 direkt an. Das eingeleitete Alarmtauchen misslang. U 103 wurde gegen 4 Uhr auf der Position 49° N, 5° W gerammt. Eine Heckschraube der Olympic beschädigte den Turm und den Druckkörper des bereits getauchten U-Boots, das daraufhin aufgegeben werden musste. 35 U-Boot-Fahrer, darunter Rücker, wurden später durch den US-amerikanischen Zerstörer USS Davis gerettet. Zehn Besatzungsmitglieder kamen ums Leben. Nach House of Harkness V. war Rücker auf der Top-Ten-Liste der „most-wanted“ der deutschen Marineangehörigen der Britischen Admiralität. Später erfolgte die Übergabe der Gefangenen an die Briten und Rücker kam in britische Kriegsgefangenschaft. Er wurde durch die britische Regierung als Kriegsverbrecher geführt, was nach dem Krieg zu einer Anklage gegen ihn führte.
Je nach Quelle wird ihm die Versenkung von 160.000 bis über 170.000 BRT zugesprochen. U. a. wurde am 24. Dezember 1915 die Ville de La Ciotat versenkt, wobei 35 Passagiere und 46 Besatzungsmitglieder durch die Explosion ums Leben kamen oder ertranken, darunter mehrere Frauen und Kinder.
Nach dem Krieg wurde er formal in die Reichsmarine übernommen und hier am 10. März 1920 Korvettenkapitän. Am 31. Mai 1922 wurde er aus der Marine entlassen.
Für die Kriegsmarine erfolgte eine Reaktivierung und so war für einen Monat ab September 1939 Referent in der Zweigstelle Lübeck des Kriegsmarinedienststelle Hamburg. Von Oktober 1939 bis Mai 1940 war er dann Leiter der Zweigstelle Lübeck. Er wechselte anschließend nach Hamburg und war in der Kriegsmarinedienststelle Hamburg für nur einen Monat Leiter der Ausbildungsabteilung. Von Juni 1940 bis Februar 1941 war er als Prisenreferent und Leiter der Schifffahrtsabteilung in der Kriegsmarinedienststelle Oslo. Anschließend übernahm er in der Kriegsmarinedienststelle Bremen die Leitung der Ausbildungs-Abteilung. In dieser Position wurde er am 1. Juli 1941 Fregattenkapitän z. V. Von September 1941 bis Dezember 1941 war er Seetransportreferent beim Marinegruppenkommando Schwarzes Meer. Von Dezember 1941 bis Januar 1942 war er kurz zur Verfügung in das OKM versetzt, um dann bis Kriegsende erneut als Leiter der Ausbildungsabteilung in der Kriegsmarinedienststelle Hamburg eingesetzt zu werden.

### Anklage als Kriegsverbrecher
1920 wurde er, er war als britischer Kriegsgefangener noch in Oswestry inhaftiert, am Reichsgericht Leipzig angeklagt. Ihm wurden Kriegsverbrechen und -vergehen vorgeworfen. Durch diplomatische Abstimmungen und durch das Ehrenwort Rückers, bei Erfordernis sich wieder in britische Gefangenschaft zu begeben, kehrte er nach Deutschland zurück. Rücker wurde dies auch durch seinen angeschlagenen Gesundheitszustand („mental depression“) und aufgrund des Alters seiner Mutter zugesprochen.
Er wurde für die Torpedierung des britischen Fischdampfers Victoria am 1. Juni 1917 angeklagt. Das Verfahren wurde mit dem Beschluss vom 1. März 1926 eingestellt. Als Begründung wurde herangeführt, dass er gemäß Befehlen von Anfang und Mitte Februar 1915 gehandelt habe und sein Handeln geeignet nach den Bestimmungen des Prisenrechts gewesen sei. Er hatte die Victoria erst nach Vorwarnung versenkt.